# Lillkåtatjärnen, Västerbotten
Lillkåtatjärnen är en sjö i Vindelns kommun i Västerbotten och ingår i Umeälvens huvudavrinningsområde. Sjön har en area på 0,0259 kvadratkilometer och ligger 265,9 meter över havet.

## Delavrinningsområde
Lillkåtatjärnen ingår i det delavrinningsområde (712338-168591) som SMHI kallar för Mynnar i Vindelälvens vattendragsyta. Medelhöjden är 227 meter över havet och ytan är 17,67 kvadratkilometer. Räknas de 28 avrinningsområdena uppströms in blir den ackumulerade arean 184,39 kvadratkilometer. Kulbäcken som avvattnar avrinningsområdet har biflödesordning 3, vilket innebär att vattnet flödar genom totalt 3 vattendrag innan det når havet efter 78 kilometer. Avrinningsområdet består mestadels av skog (91 procent). Avrinningsområdet har 0,15 kvadratkilometer vattenytor vilket ger det en sjöprocent på 0,8 procent.